# ASB Premiership 2011-12
La ASB Premiership 2011/12 fue la octava temporada de la máxima competición futbolística neozelandesa desde su creación en 2004.
La integraron 8 equipos de las distintas regiones más pobladas del país insular oceánico, Nueva Zelanda.
El Auckland City FC finalizó la fase regular primero e invicto. El Canterbury United, Waitakere United y Team Wellington serán los que compitan junto con el equipo de la ciudad de Auckland en los playoffs. El YoungHeart Manawatu sumó solamente 3 puntos (producto de 3 empates y 11 derrotas), logrando así la peor campaña de un equipo en la historia de la ASB Premiership. Los playoffs dejaron como saldo al Waitakere United como campeón, al Team Wellington como subcampeón, y al Auckland City el Canterbury United como semifinalistas, los clasificados a la O-League 2013 fueron los dos clubes de la Región de Auckland.

## Equipos participantes

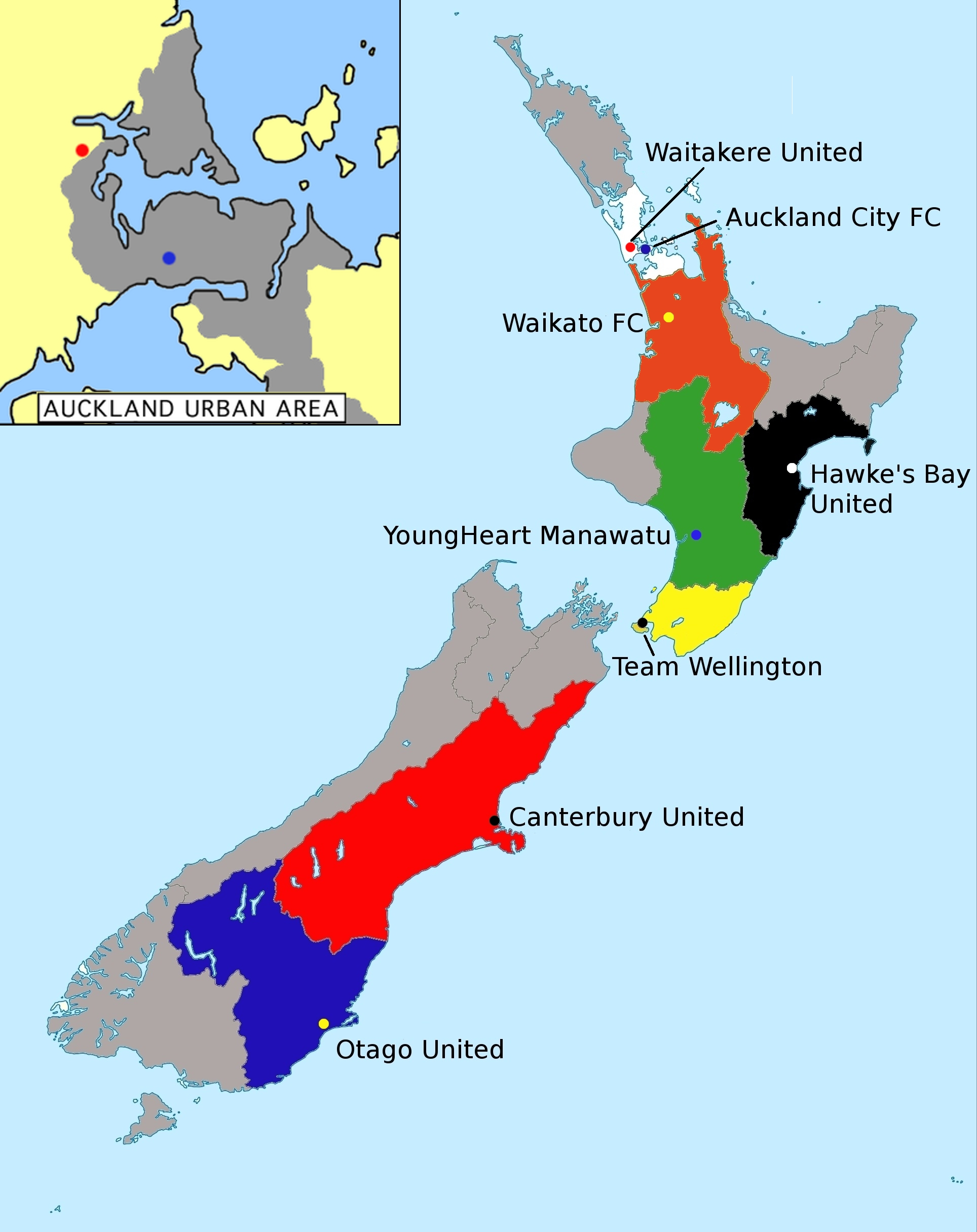
Mapa de los participantes y la región que representan.

| Equipo                | Ciudad           | Estadio              | Capacidad | 2010/11 |
| --------------------- | ---------------- | -------------------- | --------- | ------- |
| Waitakere United      | Waitakere        | Fred Taylor Park     | 10.000    | 1.º     |
| Auckland City         | Auckland         | Kiwitea Street       | 4.000     | 2.º     |
| Team Wellington       | Wellington       | Newtown Park         | 5.000     | 3.º     |
| Canterbury United     | Christchurch     | ASB Football Park    | 8.000     | 4.º     |
| Hawke's Bay United    | Napier           | Bluewater Stadium    | 4.000     | 5.º     |
| Waikato Football Club | Hamilton         | Fred Jones Park      | 2.000     | 6.º     |
| Otago United          | Dunedin          | Forsyth Barr Stadium | 30.500    | 7.º     |
| YoungHeart Manawatu   | Palmerston North | Memorial Park        | 8.000     | 8.º     |

## ASB Charity Cup
La competición fue fundada en 1978 como el NZFA Challenge Trophy y retomada a partir de esta temporada como ASB Charity Cup. El club mejor posicionado en la Liga de Campeones de la OFC, el Auckland City y el campeón de la liga, el Waitakere United, disputaron entre sí un encuentro entre ambos, definiendo la supercopa neozelandesa. El Auckland City se proclamó campeón de la competición tras ganar 3-2.
| 16 de octubre de 2011 | Auckland City                                | 3:2 (2:0) | Waitakere United       | Kiwitea Street, Auckland                              |                                                       |
|                       | Feneridis 24' · Vicelich 30' · Koprivcic 52' |           | Pearce 50' · Myers 69' | Asistencia: 800 espectadores Árbitro(s): Nick Waldron | Asistencia: 800 espectadores Árbitro(s): Nick Waldron |

## Clasificación
| Pos | Equipo                | PJ | G  | E | P  | GF | GC | Dif | Pts |
| --- | --------------------- | -- | -- | - | -- | -- | -- | --- | --- |
| 1   | Auckland City FC      | 14 | 11 | 3 | 0  | 43 | 11 | +32 | 36  |
| 2   | Canterbury United     | 14 | 9  | 2 | 3  | 38 | 12 | +26 | 29  |
| 3   | Waitakere United      | 14 | 9  | 0 | 5  | 44 | 17 | +27 | 27  |
| 4   | Team Wellington       | 14 | 8  | 2 | 4  | 33 | 18 | +15 | 26  |
| 5   | Hawke's Bay United    | 14 | 6  | 1 | 7  | 28 | 35 | -7  | 19  |
| 6   | Otago United          | 14 | 3  | 2 | 9  | 15 | 37 | -22 | 11  |
| 7   | Waikato Football Club | 14 | 2  | 3 | 9  | 17 | 39 | -22 | 9   |
| 8   | YoungHeart Manawatu   | 14 | 0  | 3 | 11 | 12 | 61 | -49 | 3   |

 PJ = Partidos jugados; G = Partidos ganados; E = Partidos empatados; P = Partidos perdidos;
GF = Goles anotados; GC = Goles recibidos; Dif = Diferencia de gol; Pts = Puntos
Orden de ubicación de los equipos: 1) Puntos; 2) Diferencia de gol; 3) Cantidad de goles anotados.
| \| \| Clasificación a los playoffs y a la Liga de Campeones de la OFC 2013 \| \| \| Clasificación a los playoffs \| |                                                                      |
| | Clasificación a los playoffs y a la Liga de Campeones de la OFC 2013 |
| | Clasificación a los playoffs                                         |

### Evolución de las posiciones
| Equipo / Fecha        | 01 | 02 | 03 | 04 | 05 | 06 | 07 | 08 | 09 | 10 | 11 | 12 | 13 | 14 |
| --------------------- | -- | -- | -- | -- | -- | -- | -- | -- | -- | -- | -- | -- | -- | -- |
| Auckland City FC      | 1  | 3  | 1  | 1  | 1  | 1  | 1  | 1  | 1  | 1  | 1  | 1  | 1  | 1  |
| Canterbury United     | 2  | 1  | 3  | 3  | 3  | 3  | 4  | 3  | 3  | 2  | 2  | 2  | 2  | 2  |
| Waitakere United      | 3  | 2  | 2  | 2  | 2  | 2  | 2  | 2  | 2  | 4  | 3  | 3  | 3  | 3  |
| Otago United          | 4  | 7  | 6  | 4  | 4  | 5  | 5  | 5  | 6  | 6  | 6  | 6  | 6  | 6  |
| Team Wellington       | 5  | 4  | 4  | 5  | 5  | 4  | 3  | 4  | 4  | 3  | 4  | 4  | 4  | 4  |
| Hawke's Bay United    | 6  | 5  | 5  | 6  | 6  | 6  | 7  | 6  | 5  | 5  | 5  | 5  | 5  | 5  |
| Waikato Football Club | 7  | 8  | 8  | 8  | 7  | 7  | 6  | 7  | 7  | 7  | 7  | 7  | 7  | 7  |
| YoungHeart Manawatu   | 8  | 6  | 7  | 7  | 8  | 8  | 8  | 8  | 8  | 8  | 8  | 8  | 8  | 8  |

## Resultados
| Waitakere United      | 4:0 | Hawke's Bay United | 22 de octubre de 2011 |
| YoungHeart Manawatu   | 0:4 | Canterbury United  | 22 de octubre de 2011 |
| Waikato Football Club | 1:5 | Auckland City FC   | 23 de octubre de 2011 |
| Team Wellington       | 2:2 | Otago United       | 23 de octubre de 2011 |

| Canterbury United  | 5:0 | Waikato Football Club | 6 de noviembre de 2011 |
| Otago United       | 0:6 | Waitakere United      | 6 de noviembre de 2011 |
| Auckland City FC   | 4:2 | Team Wellington       | 6 de noviembre de 2011 |
| Hawke's Bay United | 2:2 | YoungHeart Manawatu   | 6 de noviembre de 2011 |

| YoungHeart Manawatu | 2:3 | Otago United          | 13 de noviembre de 2011 |
| Waitakere United    | 1:3 | Auckland City FC      | 13 de noviembre de 2011 |
| Wellington Team     | 3:0 | Waikato Football Club | 13 de noviembre de 2011 |
| Hawke's Bay United  | 3:0 | Canterbury United     | 13 de noviembre de 2011 |

| Otago United          | 2:0 | Hawke's Bay United  | 27 de noviembre de 2011 |
| Canterbury United     | 1:0 | Team Wellington     | 27 de noviembre de 2011 |
| Auckland City FC      | 5:0 | YoungHeart Manawatu | 27 de noviembre de 2011 |
| Waikato Football Club | 1:4 | Waitakere United    | 27 de noviembre de 2011 |

| Team Wellington     | 1:2 | Waitakere United      | 11 de diciembre de 2011 |
| Otago United        | 1:0 | Canterbury United     | 11 de diciembre de 2011 |
| YoungHeart Manawatu | 1:3 | Waikato Football Club | 11 de diciembre de 2011 |
| Hawke's Bay United  | 1:3 | Auckland City FC      | 6 de febrero de 2012    |

| Canterbury United     | 2:1 | Waitakere United    | 18 de diciembre de 2011 |
| Team Wellington       | 2:0 | YoungHeart Manawatu | 18 de diciembre de 2011 |
| Auckland City FC      | 3:0 | Otago United        | 18 de diciembre de 2011 |
| Waikato Football Club | 2:4 | Hawke's Bay United  | 17 de febrero de 2012   |

| Otago United        | 0:2 | Waikato Football Club | 15 de enero de 2012 |
| Hawke's Bay United  | 2:6 | Team Wellington       | 15 de enero de 2012 |
| Auckland City FC    | 3:0 | Canterbury United     | 15 de enero de 2012 |
| YoungHeart Manawatu | 2:7 | Waitakere United      | 15 de enero de 2012 |

| Canterbury United  | 9:1 | YoungHeart Manawatu   | 22 de enero de 2012 |
| Otago United       | 1:2 | Team Wellington       | 22 de enero de 2012 |
| Auckland City FC   | 0:0 | Waikato Football Club | 22 de enero de 2012 |
| Hawke's Bay United | 1:0 | Waitakere United      | 22 de enero de 2012 |

| Otago United          | 0:5 | Waitakere United   | 29 de enero de 2012 |
| YoungHeart Manawatu   | 0:5 | Hawke's Bay United | 29 de enero de 2012 |
| Team Wellington       | 1:1 | Auckland City FC   | 29 de enero de 2012 |
| Waikato Football Club | 0:3 | Canterbury United  | 29 de enero de 2012 |

| Canterbury United     | 7:0 | Hawke's Bay United  | 4 de febrero de 2012 |
| Auckland City FC      | 3:1 | Waitakere United    | 4 de febrero de 2012 |
| Otago United          | 2:2 | YoungHeart Manawatu | 5 de febrero de 2012 |
| Waikato Football Club | 2:3 | Team Wellington     | 5 de febrero de 2012 |

| Hawke's Bay United  | 4:2 | Otago United          | 12 de febrero de 2012 |
| Waitakere United    | 4:0 | Waikato Football Club | 12 de febrero de 2012 |
| Team Wellington     | 1:1 | Canterbury United     | 12 de febrero de 2012 |
| YoungHeart Manawatu | 0:6 | Auckland City         | 12 de febrero de 2012 |

| Canterbury United     | 3:0 | Otago United        | 26 de febrero de 2012 |
| Waitakere United      | 3:1 | Team Wellington     | 26 de febrero de 2012 |
| Auckland City FC      | 3:2 | Hawke's Bay United  | 26 de febrero de 2012 |
| Waikato Football Club | 1:1 | YoungHeart Manawatu | 26 de febrero de 2012 |

| Otago United        | 1:3 | Auckland City FC      | 11 de marzo de 2012 |
| Waitakere United    | 1:2 | Canterbury United     | 11 de marzo de 2012 |
| YoungHeart Manawatu | 0:6 | Team Wellington       | 11 de marzo de 2012 |
| Hawke's Bay United  | 3:2 | Waikato Football Club | 11 de marzo de 2012 |

| Waikato Football Club | 3:3 | Otago United        | 25 de marzo de 2012 |
| Waitakere United      | 6:1 | YoungHeart Manawatu | 6 de abril de 2012  |
| Team Wellington       | 3:1 | Hawke's Bay United  | 8 de abril de 2012  |
| Canterbury United     | 1:1 | Auckland City FC    | 8 de abril de 2012  |

## Playoffs

### Semifinales
| 15 de abril de 2012 | Team Wellington | 1:0 | Auckland City FC | Newtown Park, Wellington                                 |                                                          |
|                     | Raj 33'         |     |                  | Asistencia: 427 espectadores Árbitro(s): Mirko Benischke | Asistencia: 427 espectadores Árbitro(s): Mirko Benischke |

| 22 de abril de 2012 | Auckland City FC | 1:3 | Team Wellington              | Kiwitea Street, Auckland                             |                                                      |
|                     | Expósito 71'     |     | Fa'arodo 25' · Lucas 81' 90' | Asistencia: 1279 espectadores Árbitro(s): Chris Kerr | Asistencia: 1279 espectadores Árbitro(s): Chris Kerr |

Resultado final: Team Wellington 4-1 Auckland City
| 15 de abril de 2012 | Waitakere United | 0:1 | Canterbury United | Fred Taylor Park, Waitakere                          |                                                      |
|                     |                  |     | Kamo 8'           | Asistencia: 347 espectadores Árbitro(s): Matt Conger | Asistencia: 347 espectadores Árbitro(s): Matt Conger |

| 22 de abril de 2012 | Canterbury United              | 2:5 | Waitakere United                               | English Park, Christchurch                                |                                                           |
|                     | Clapham 13' · Slefendorfas 30' |     | Krishna 1' 49' · de Vries 12' 87' · Butler 48' | Asistencia: 1400 espectadores Árbitro(s): Mirko Benischke | Asistencia: 1400 espectadores Árbitro(s): Mirko Benischke |

Resultado final: Waitakere United 5-3 Canterbury United

### Final
| 28 de abril de 2012 | Waitakere United                             | 4:1 | Team Wellington | Fred Taylor Park, Waitakere                            |                                                        |
|                     | Krishna 45+1' (89) · Pearce 77' · Butler 84' |     | Fa'arodo 85'    | Asistencia: 2500 espectadores Árbitro(s): Nick Waldron | Asistencia: 2500 espectadores Árbitro(s): Nick Waldron |

| Bandera de Nueva Zelanda            |
| Campeón Waitakere United 4.º título |

## Goleadores
El papú George Slefendorfas del Canterbury United resultó el máximo goleador con 13 tantos.
| Jugador             | Equipo              | Goles | Partidos |
| ------------------- | ------------------- | ----- | -------- |
| George Slefendorfas | Canterbury United   | 13    | 13       |
| Roy Krishna         | Waitakere United    | 11    | 16       |
| Aaron Clapham       | Canterbury United   | 10    | 14       |
| Allan Pearce        | Waitakere United    | 10    | 18       |
| Manel Expósito      | Auckland City FC    | 9     | 13       |
| Russell Kamo        | Canterbury United   | 9     | 16       |
| Emiliano Tade       | Auckland City FC    | 8     | 10       |
| Louis Fenton        | Team Wellington     | 8     | 13       |
| Jake Butler         | Waitakere United    | 7     | 17       |
| Hamish Watson       | Hawke's Bay United  | 6     | 12       |
| Sam Margetts        | Hawke's Bay United  | 6     | 14       |
| Dakota Lucas        | Team Wellington     | 6     | 16       |
| Jimmy Haidakis      | YoungHeart Manawatu | 5     | 11       |
| Sean Lovemore       | Waitakere United    | 5     | 12       |
| Luis Corrales       | Auckland City FC    | 5     | 13       |
| Harley Rodeka       | Otago United        | 5     | 13       |
| Daniel Koprivcic    | Auckland City FC    | 5     | 16       |

## Equipo del Mes
Team of the Month en inglés. Cada dos meses la Asociación de Fútbol de Nueva Zelanda anuncia a los mejores 11 jugadores de la liga local.

### Octubre/noviembre de 2011
| Arquero: - Danny Robinson (WTK) Defensores: - Ian Hogg (AUK) - Ivan Vicelich (AUK) - Tom Schwarz (CU) - Aaron Clapham (CU) Mediocampistas: - Jake Butler (WTK) - David Mulligan (AUK) - Darren Overton (OTA) Delanteros: - Manel Expósito (AUK) - George Slefendorfas (CU) - Allan Pearce (WTK) |  | Robinson Clapham Schwarz Hogg Vicelich Overton Slefendorfas Expósito Mulligan Pearce Butler |
| Robinson Clapham Schwarz Hogg Vicelich Overton Slefendorfas Expósito Mulligan Pearce Butler |  |                                                                                             |

- Auckland City: 4 futbolistas
- Waitakere United: 3 futbolistas
- Canterbury United: 3 futbolistas
- Otago United: 1 futbolista

### Diciembre/enero de 2011/12
| Arquero: - Adam Highfield (CU) Defensores: - Ross McKenzie (WTK) - Ángel Berlanga (AUK) - Ivan Vicelich (AUK) - Tristen Prattley (OTA) Mediocampistas: - Aaron Clapham (CU) - Adam Thomas (WAI) - Jason Hicks (WAI) Delanteros: - Allan Pearce (WTK) - Roy Krishna (WTK) - Louis Fenton (TW) |  | Highfield Prattley Vicelich McKenzie Berlanga Hicks Krishna Pearce Thomas Fenton Clapham |
| Highfield Prattley Vicelich McKenzie Berlanga Hicks Krishna Pearce Thomas Fenton Clapham |  |                                                                                          |

- Waitakere United: 3 futbolistas
- Auckland City: 2 futbolistas
- Canterbury United: 2 futbolistas
- Waikato FC: 2 futbolistas
- Otago United: 1 futbolista
- Team Wellington: 1 futbolista

### Febrero de 2012
| Arquero: - Adam Highfield (CU) Defensores: - Ross McKenzie (WTK) - Tim Myers (WTK) - Ivan Vicelich (AUK) - Tristen Prattley (OTA) Mediocampistas: - Aaron Clapham (CU) - Chris Bale (WTK) - Connor Tinnion (HBU) Delanteros: - Chad Coombes (AUK) - George Slefendorfas (CU) - Louis Fenton (TW) |  | Highfield Prattley Vicelich McKenzie Myers Tinnion Slefendorfas Coombes Bale Fenton Clapham |
| Highfield Prattley Vicelich McKenzie Myers Tinnion Slefendorfas Coombes Bale Fenton Clapham |  |                                                                                             |

- Waitakere United: 3 futbolistas
- Canterbury United: 3 futbolistas
- Auckland City: 2 futbolistas
- Hawke's Bay United: 1 futbolista
- Otago United: 1 futbolista
- Team Wellington: 1 futbolista